# Makedonská dynastie (starověký Egypt)
Makedonská dynastie je poněkud specifická dynastie v dějinách starověkého Egypta a je dokonce možné si položit otázku, zda o ní lze hovořit jako o samostatné dynastii.
Jejím zakladatelem je Alexandr Makedonský, který byl však sám zároveň příslušníkem a dědicem v Makedonii vládnoucí dynastie Argeovské. Nicméně byl to až Alexandr, kdo dovršil a zpečetil politiku svého otce, Filipa II., a upevnil jednotu Řecka, s jehož spojenými vojsky poté vyrazil na slavnou válečnou výpravu, která ho dovedla až k hranicím Indie, přitom porazil perskou říši a osvobodil od její nadvlády Egypt.
Založil tak obrovskou říši, která do té doby neměla obdoby. A on, jako její tvůrce a vládce, se zároveň stal zakladatelem dynastie této říši vládnoucí. V pojetí Makedonie (a potažmo celého Řecka) zůstala u moci stále dynastie Argeovská. V ostatních částech Alexandrem vytvořené říše se však projevila jako nová samostatná dynastie.

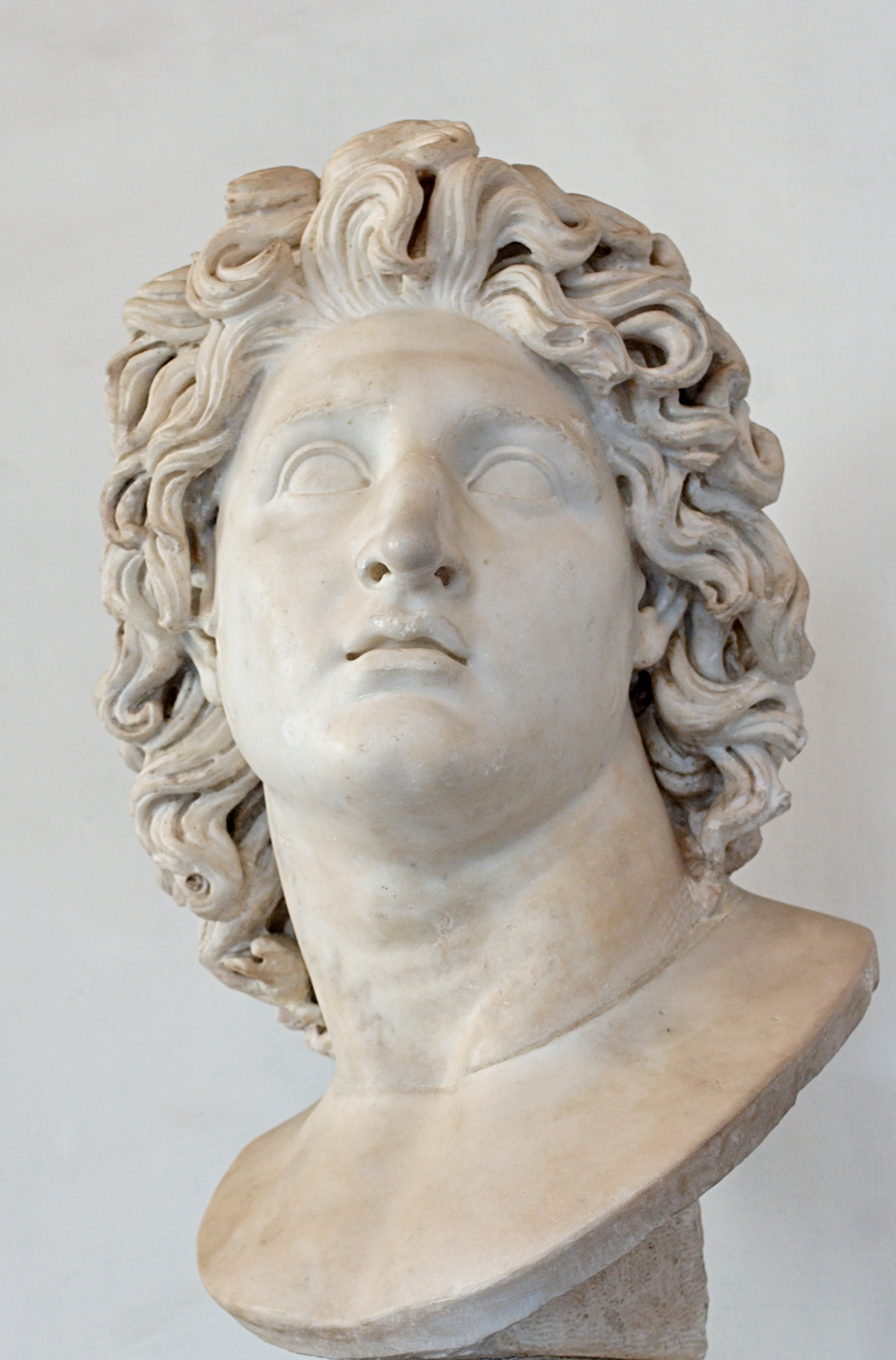
Busta Alexandra Velikého

Alexandr sám však v značně nízkém věku umírá, čímž se zdá osud jeho dynastie zpečetěn. Alexandr po sobě sice zanechal syna, ten se však narodil až po jeho smrti (pohrobek) a byl tedy jako dítě nezpůsobilý k tomu, aby se ujal svého dědictví. Přesto je historii znám jako Alexandr IV. Aigos (číslování podle chronologie Argeovské dynastie) po jehož boku vládl jako jeho regent a spoluvládce jeho nevlastní strýc Filip III. Arrhidaios. Ten však byl později popraven a tak nezletilý Alexandr zůstal jediným dědicem.
Ať se na osobu Alexandra Makedonského díváme z jakéhokoliv úhlu pohledu (Argeovec či zakladatel nové dynastie), je posledním panovníkem dynastie. Jeho syn ani nikdy nedospěl do věku, kdy by mohl skutečně převzít vládu po svém zemřelém otci a byl tak panovníkem ryze formálním, a ani jeho spoluvladař a regent Filip III. nebyl silnou osobností natolik, aby udržel moc ve svých rukou a říši pohromadě. Skutečná moc tak dlela v rukou správců a regentů (tzv. diadochové), kteří však přebírali čím dál více moci a zakládali vlastní dynastie. Kassandros, zakladatel Antipatrovské dynastii vládnoucí v Makedonii, při přejímání moci nakonec nechal postupně odstranit poslední příslušníky Alexandrovy rodiny (včetně Alexandra IV. a jeho matky Roxany), čímž ukončil existenci dynastie Makedonské, potažmo Argeovské.

## Panovníci
- Alexandr Makedonský (332–323 př. n. l.)
- Filip III. Arrhidaios (323–317 př. n. l. – až do své smrti spoluvladař a regent Alexandra IV.)
- Alexandr IV. Aigos (317–310 př. n. l.)